# Sanauda
Sanauda fou un estat tributari protegit a l'agència de Malwa, Índia central.
La superfície era de 23 km² i la població de 143 habitants el 1901. Els ingressos s'estimaven el mateix any en 2.200 rúpies. El sobirà portava el títol de thakur i era un rajput rathor.